# Jon Brower Minnoch
Jon Brower Minnoch (29 de setembro de 1941 – 10 de setembro de 1983) foi o homem mais pesado da história. Chegou a pesar cerca de 1 400 libras (ou 635 quilos). Este número foi apenas uma estreita estimativa, porém, devido ao seu extremo peso, a saúde precária e a falta de mobilidade impediram que fosse utilizada uma balança. Antes de morrer, ele chegou a perder aproximadamente 413 kg. Minnoch residia em Bainbridge Island, Washington, Estados Unidos.